# アンドレ・イグダーラ
- アンドレ・イグドーラ
- アンドレ・イグダラ

アンドレ・タイラー・イグダーラ（Andre Tyler Iguodala, 1984年1月28日 - ）は、アメリカ合衆国イリノイ州スプリングフィールド出身の元プロバスケットボール選手。ポジションはスモールフォワードまたはシューティングガード。愛称は「イギー（Iggy）」。

## 経歴

### 学生時代
イグダーラはナイジェリア人移民の子であり、イリノイ州スプリングフィールドで生まれた。地元のランフィアー高等学校に進学し、3年生時にはチームを州の優勝へと導き、シカゴ・サンタイムズの最優秀選手に選出されている。
その後アリゾナ大学に進学。華々しい活躍で、パシフィック・テン・カンファレンスのフレッシュマン1stチームに選出された。さらにジェイソン・キッド以来、同カンファレンス史上2人目となるシーズン3回のトリプル・ダブルを記録している。

### フィラデルフィア・76ers

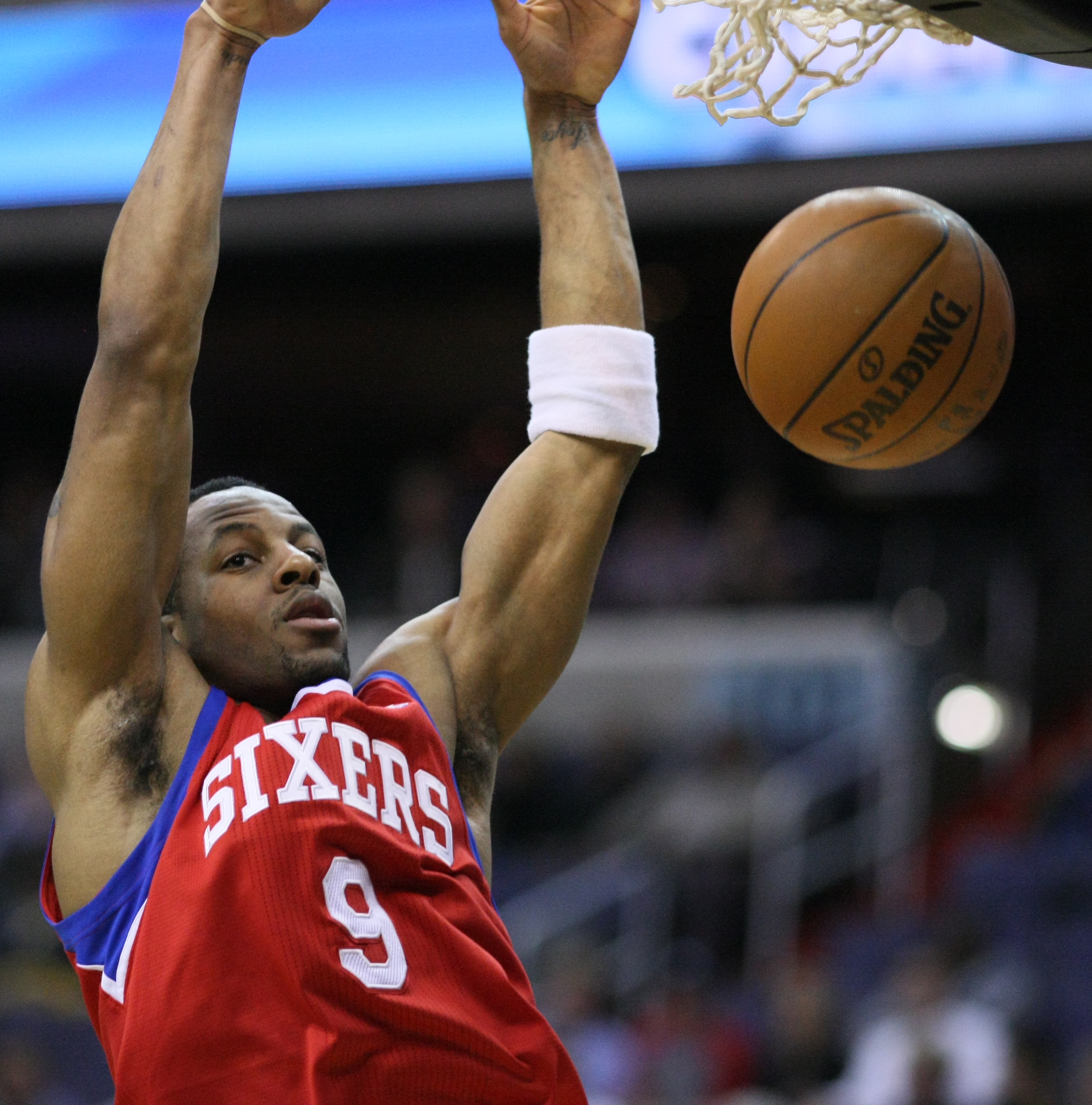
シクサーズ時代(2010年)

在学中にアーリーエントリー。2004年のNBAドラフトでフィラデルフィア・76ersから全体9位指名を受けNBA入りした。このときESPNパーソナリティーのディック・ビテールは「3ポイント成功率の低い彼を指名したのは失敗であろう」と発言した。これを見返すかのように、イグダーラは華々しいデビューを飾った。
1年目の2004-05シーズン、いきなり全82試合に出場し、高い身体能力を駆使したダンクシュートと執拗なディフェンスで、1試合平均9得点、5.7リバウンドでシクサーズの2年ぶりのプレーオフ進出に大きく貢献した。特にアレン・アイバーソンとのバックコートコンビはファンを沸かせた。2005年の2月までは背番号が4番であったが、同チームのクリス・ウェバーが加入したことで彼にその番号を譲り背番号を9番に変えた経緯がある。オールルーキー1stチームを受賞した（新人王はエメカ・オカフォー）。
2年目の2005-06シーズン、特筆すべきは彼のフィールドゴール成功率であった。アウトサイドからのシュートが多いガードのポジションでありながら50%の成功率を誇った。またNBAオールスターウィークエンドに行われたルーキーチャレンジの2年目チームで出場し、30得点を挙げる活躍でMVPを受賞した。スラムダンクコンテストにも出場し、優勝こそしなかったものの、リングの斜め後方（客席）から助走し、バックボード裏側に当てトスされたボールを空中で掴みそのままダンクするという極めて高度でユニークな技を決めた。
2006-07シーズン途中、長年エースとして活躍したアイバーソンがデンバー・ナゲッツに電撃移籍し、一躍チームの中心選手となった。攻守で活躍し、平均18.2得点、5.7アシストと飛躍的に向上した。2007年1月24日のクリーブランド・キャバリアーズとの対戦でキャリアハイとなる34得点を挙げた。翌2007-08シーズン、チームは序盤出遅れ前評判低かったものの、後半戦では最後の29試合で22勝などと追い上げ、プレーオフに進出した。プレーオフではデトロイト・ピストンズ相手に第6戦まで粘り、チームのエースとして文句ない活躍だった。
2008年オフには、6年8000万ドル(6年目はアーリー・ターミネーション)の契約を結んだ。さらに、ロサンゼルス・クリッパーズからエルトン・ブランドを迎え入れ一気に東の強豪へと名乗りを上げて2008-09シーズンを迎えた。2011-12シーズンには、初めてNBAオールスターゲームに出場した。この間の、2011年2月4日、ニューヨーク・ニックスとの対戦でキャリアハイとなる、16アシストを記録した。

### デンバー・ナゲッツ
2012年8月10日、トレードでデンバー・ナゲッツに移籍した。

### ゴールデンステート・ウォリアーズ

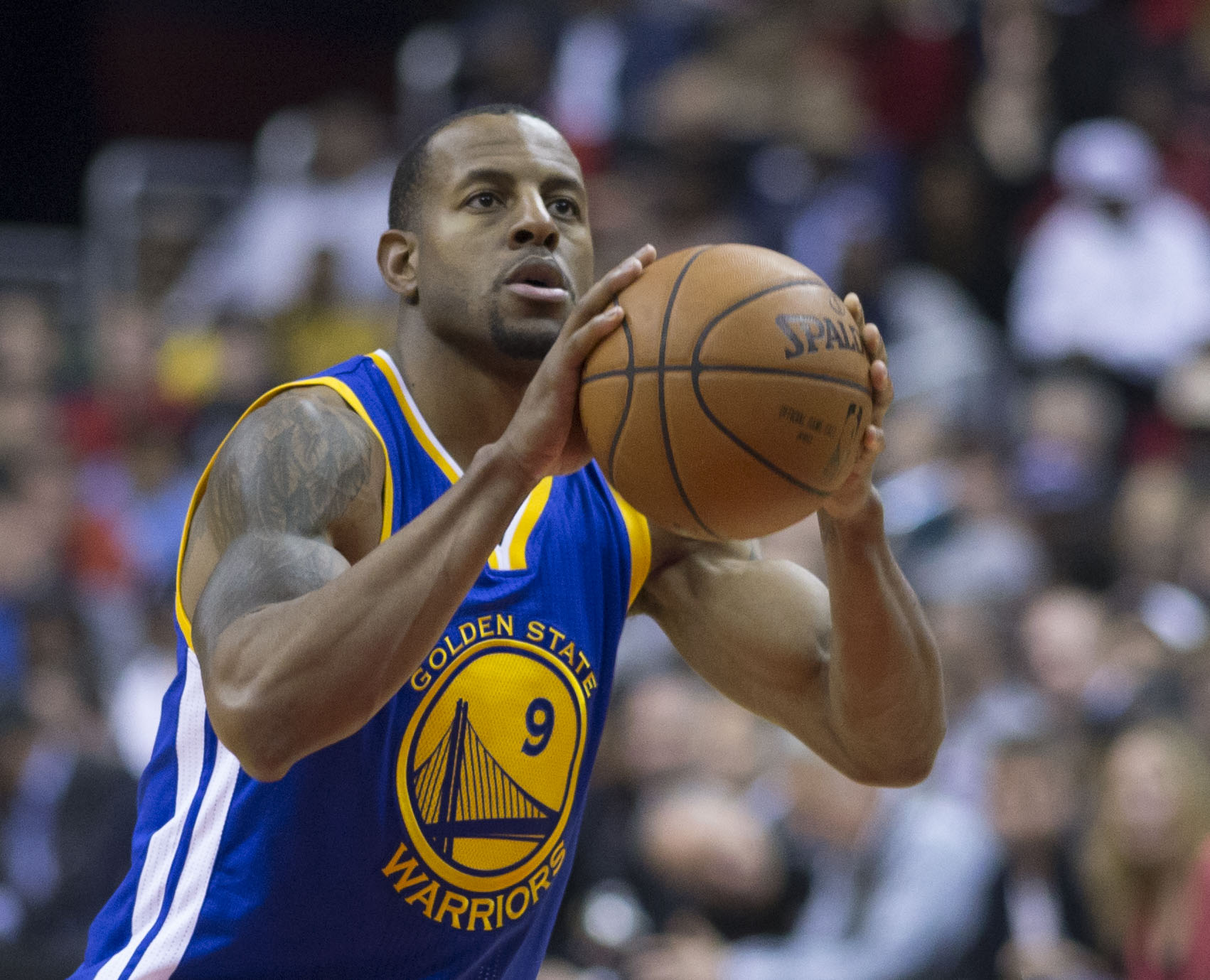
ウォリアーズ時代(2016年)

2013年7月5日、ゴールデンステート・ウォリアーズに移籍した。
これまで全試合に先発として出場していたが、2年目の2014-15シーズンは、ヘッドコーチがスティーブ・カーに替わり、シックスマンに転向し、ウォリアーズの快進撃を支えた。チームは2015年のNBAファイナルに進出し、1勝2敗で迎えた第4戦から先発に復帰、するとイグダーラはレブロン・ジェームズに対する激しいディフェンスで、レブロンをよく抑え（イグダーラが先発した試合ではレブロンのフィールドゴール成功率は38.1％ ）、チームの流れを取り戻しその後3連勝、ウォリアーズの1975年以来40年ぶりの優勝に貢献、ファイナルでは第1戦で22得点、優勝を決めた第6戦では26得点を挙げるなど、平均16.3得点を記録、NBAファイナルMVPに選出された。翌シーズン、2016年のNBAファイナルでは7戦のうち4戦で二桁得点を挙げたが、3勝4敗で連覇を逃した。
2017年のファイナルではベンチから出場し、第5戦ではベンチスタートながら38分間の出場で、ダンクやスリーポイントなどで20得点を記録し、ウォリアーズの優勝決定に貢献した。シーズン終了後の7月1日には、3年4800万ドルでウォリアーズと再契約した。
2018年のファイナルでは故障を抱えていたが第3戦から復帰、優勝を決めた第4戦にも出場、ベンチからの出場で優勝に貢献した。

### マイアミ・ヒート
2019年6月30日にメンフィス・グリズリーズへ放出された。後にゴールデンステート・ウォリアーズの筆頭オーナージョー・レイコブは長年チームに尽くしたイグダーラに感謝の気持ちを述べつつ、将来的な背番号9の永久欠番化を宣言した。トレード後に優勝を狙えるチームでプレーすることを望むイグダーラは再建中のグリズリーズでプレーすることを望まず、グリズリーズのフロントの合意のもとでチームには帯同せず独自のワークアウトを行い、2020年2月6日、マイアミ・ヒート、ミネソタ・ティンバーウルブズとの三角トレードでジェー・クロウダー、ソロモン・ヒルと共にヒートに移籍し、直後にヒートと2年3000万ドルで契約延長した。

### ウォリアーズ復帰
2021年8月7日に古巣のウォリアーズとベテランミニマム契約を結んだ。2022年のNBAファイナルではほとんど出場機会はなかったが、第5戦と第6戦でコートに立ち、スプラッシュブラザーズらと4度目の優勝を経験した。
2023年10月20日、NBAから引退することを発表した

## アメリカ代表
2010年8月、トルコで行われた世界選手権にアメリカ代表として出場。イグダーラは全試合先発出場し、金メダル獲得に貢献した。

## プレースタイル
NBAデビューから身体能力、体力を活かし、安定したディフェンスと、堅実なオフェンスで先発として定着した。ダンクシュートの成功数がガードとしては多く、フィニッシュパターンとしてダンクを多用している。シーズン平均で15得点5リバウンド5アシスト以上の記録を何度も達成したオールラウンド・プレーヤーだが、得点では突出した成績は残していない。一方ディフェンスの方では、その強靭な肉体を活かした力強いディフェンスを持ち味としている。ポストアップを仕掛けられても押し負けないだけの強さを誇っており、オールディフェンシブチームを選出していることから、リーグでも屈指のディフェンダーであることが窺える。ディフェンスでも決して手を抜かず、攻守にわたり献身的にコートを走り回る点でも従来から評価が高かったが、シックスマン転向後に特に際立ち、控え選手として初のファイナルMVPの獲得でそれを証明した。

## 個人成績

### NBA

#### レギュラーシーズン
| シーズン     | チーム       | GP    | GS  | MPG   | FG%  | 3P%  | FT%  | RPG | APG | SPG | BPG | PPG  |
| ------------ | ------------ | ----- | --- | ----- | ---- | ---- | ---- | --- | --- | --- | --- | ---- |
| 2004–05      | PHI          | 82*   | 82* | 32.8  | .493 | .331 | .743 | 5.7 | 3.0 | 1.7 | .6  | 9.0  |
| 2005–06      | PHI          | 82*   | 82* | 37.6  | .500 | .354 | .754 | 5.9 | 3.1 | 1.6 | .3  | 12.3 |
| 2006–07      | PHI          | 76    | 76  | 40.3  | .447 | .310 | .820 | 5.7 | 5.7 | 2.0 | .4  | 18.2 |
| 2007–08      | PHI          | 82*   | 82* | 39.5  | .456 | .329 | .721 | 5.4 | 4.8 | 2.1 | .6  | 19.9 |
| 2008–09      | PHI          | 82*   | 82* | 39.9* | .473 | .307 | .724 | 5.7 | 5.3 | 1.6 | .4  | 18.8 |
| 2009–10      | PHI          | 82*   | 82* | 38.9  | .443 | .310 | .733 | 6.5 | 5.8 | 1.7 | .7  | 17.1 |
| 2010–11      | PHI          | 67    | 67  | 36.9  | .445 | .337 | .693 | 5.8 | 6.3 | 1.5 | .6  | 14.1 |
| 2011–12      | PHI          | 62    | 62  | 35.6  | .454 | .394 | .617 | 6.1 | 5.5 | 1.7 | .5  | 12.4 |
| 2012–13      | DEN          | 80    | 80  | 34.7  | .451 | .317 | .574 | 5.3 | 5.4 | 1.7 | .7  | 13.0 |
| 2013–14      | GSW          | 63    | 63  | 32.4  | .480 | .354 | .652 | 4.7 | 4.2 | 1.5 | .3  | 9.3  |
| 2014–15      | GSW          | 77    | 0   | 26.9  | .466 | .349 | .596 | 3.3 | 3.0 | 1.2 | .3  | 7.8  |
| 2015–16      | GSW          | 65    | 1   | 26.6  | .478 | .351 | .614 | 4.0 | 3.4 | 1.1 | .3  | 7.0  |
| 2016–17      | GSW          | 76    | 0   | 26.3  | .528 | .362 | .706 | 4.0 | 3.4 | 1.0 | .5  | 7.6  |
| 2017–18      | GSW          | 64    | 7   | 25.3  | .463 | .282 | .632 | 3.8 | 3.3 | .8  | .6  | 6.0  |
| 2018–19      | GSW          | 68    | 13  | 23.2  | .500 | .333 | .582 | 3.7 | 3.2 | .9  | .7  | 5.7  |
| 2019–20      | MIA          | 21    | 0   | 19.9  | .432 | .298 | .400 | 3.7 | 2.4 | .7  | 1.0 | 4.6  |
| 2020–21      | MIA          | 63    | 5   | 21.3  | .383 | .330 | .658 | 3.5 | 2.3 | .9  | .6  | 4.4  |
| 2021–22      | GSW          | 31    | 0   | 19.5  | .380 | .230 | .750 | 3.2 | 3.7 | 1.4 | .5  | 4.0  |
| 2022–23      | GSW          | 8     | 0   | 14.1  | .467 | .111 | .667 | 2.1 | 2.4 | .5  | .4  | 2.1  |
| 通算         | 通算         | 1,231 | 784 | 32.1  | .463 | .330 | .709 | 4.9 | 4.2 | 1.4 | .5  | 11.3 |
| オールスター | オールスター | 1     | 0   | 14.0  | .857 | .000 | ---  | 4.0 | 2.0 | 1.0 | 1.0 | 12.0 |

- 2011-12シーズンは66試合、2019-20シーズンは72試合で打ち切り、2020-21シーズンは72試合制

#### プレーオフ
| シーズン | チーム | GP  | GS | MPG  | FG%  | 3P%  | FT%  | RPG | APG | SPG | BPG | PPG  |
| -------- | ------ | --- | -- | ---- | ---- | ---- | ---- | --- | --- | --- | --- | ---- |
| 2005     | PHI    | 5   | 5  | 38.4 | .465 | .333 | .500 | 4.6 | 3.0 | 2.8 | 1.0 | 9.8  |
| 2008     | PHI    | 6   | 6  | 39.0 | .333 | .143 | .721 | 4.8 | 5.0 | 2.2 | .2  | 13.2 |
| 2009     | PHI    | 6   | 6  | 44.8 | .449 | .393 | .652 | 6.3 | 6.7 | 1.8 | .0  | 21.5 |
| 2011     | PHI    | 5   | 5  | 36.4 | .423 | .214 | .714 | 7.0 | 6.8 | 1.0 | .4  | 11.4 |
| 2012     | PHI    | 13  | 13 | 38.8 | .384 | .388 | .589 | 5.7 | 3.7 | 1.5 | .4  | 12.9 |
| 2013     | DEN    | 6   | 6  | 40.5 | .500 | .483 | .720 | 8.0 | 5.3 | 2.0 | .3  | 18.0 |
| 2014     | GSW    | 7   | 7  | 35.4 | .516 | .533 | .606 | 4.7 | 4.4 | 1.3 | .3  | 13.1 |
| 2015     | GSW    | 21  | 3  | 30.2 | .477 | .354 | .415 | 4.5 | 3.6 | 1.2 | .3  | 10.4 |
| 2016     | GSW    | 24  | 3  | 32.0 | .476 | .385 | .561 | 4.4 | 3.8 | 1.2 | .4  | 8.9  |
| 2017     | GSW    | 16  | 0  | 26.2 | .455 | .190 | .577 | 4.1 | 3.2 | .9  | .4  | 7.2  |
| 2018     | GSW    | 15  | 12 | 26.7 | .494 | .378 | .706 | 4.5 | 2.7 | 1.4 | .5  | 8.1  |
| 2019     | GSW    | 21  | 15 | 30.0 | .494 | .350 | .378 | 4.3 | 4.0 | 1.1 | 1.1 | 9.8  |
| 2020     | MIA    | 21  | 0  | 19.5 | .462 | .359 | .714 | 2.6 | 1.5 | .8  | .6  | 3.8  |
| 2021     | MIA    | 4   | 0  | 17.8 | .545 | .429 | ---  | 3.0 | 1.3 | 1.0 | .5  | 3.8  |
| 2022     | GSW    | 7   | 0  | 8.7  | .444 | .333 | .667 | 1.0 | 1.7 | 0.0 | .3  | 1.6  |
| 通算     | 通算   | 177 | 81 | 29.8 | .458 | .355 | .583 | 4.4 | 3.5 | 1.2 | .5  | 9.4  |

### カレッジ
| シーズン | チーム   | GP | GS | MPG  | FG%  | 3P%  | FT%  | RPG | APG | SPG | BPG | PPG  |
| -------- | -------- | -- | -- | ---- | ---- | ---- | ---- | --- | --- | --- | --- | ---- |
| 2002–03  | アリゾナ | 32 | 4  | 19.2 | .381 | .205 | .670 | 4.9 | 2.1 | 1.5 | .6  | 6.4  |
| 2003–04  | アリゾナ | 30 | 30 | 32.1 | .450 | .315 | .788 | 8.4 | 4.9 | 1.6 | .4  | 12.9 |
| 通算     | 通算     | 62 | 34 | 25.4 | .424 | .274 | .738 | 6.6 | 3.4 | 1.5 | .5  | 9.6  |

## タイトル・受賞
- NBAオールスターゲーム選出：2012年（英語版）
- NBAオールディフェンシブチーム
  - 1stチーム：2014年
  - 2ndチーム：2011年
- NBAオールルーキーチーム(1stチーム)：2004-05
- NBAルーキーチャレンジMVP：2006年
- NBAファイナル最優秀選手賞：2015年（英語版）